# NGC 6615
NGC 6615 (другие обозначения — UGC 11196, MCG 2-46-13, ZWG 84.34, PGC 61713) — линзообразная галактика в созвездии Змееносец.
Этот объект входит в число перечисленных в оригинальной редакции «Нового общего каталога».
У галактики есть компактная перемычка, ориентированная почти перпендикулярно большой оси галактики. Распределение поверхностной яркости почти плоское на большом протяжении; экспоненциальное уменьшение яркости начинается за пределами 40 минут дуги от центра. Звёздное население однородно старое, однако между балджем и линзой, возможно, присутствует узкое кольцо с относительно меньшим возрастом. Металличность везде ниже солнечной, а в линзе — значительно, по крайней мере в 3…4 раза ниже солнечной. Газ с эмиссионными линиями в галактике не обнаружен, линза проявляет относительно малую дисперсию скоростей.